# بنيامين اكس
بنيامين اكس (بالإنجليزية: Benjamin Lax) (و. 1915 – 2015 م) هو فيزيائي، وأستاذ جامعي من الولايات المتحدة الأمريكية . ولد في ميشكولتس . وكان عضواً في الأكاديمية الأمريكية للفنون والعلوم .
توفي عن عمر يناهز 100 عاماً.

## جوائز
حصل على جوائز منها:
- جائزة أوليفر ألسويرث باكلي للمواد المكثفة (1960).